# Tatsuya Shiji
Tatsuya Shiji (志治 達雄, Shiji Tatsuya, Aichi, 20 oktober 1938) is een Japans voormalig voetballer die als aanvaller speelde.

## Clubcarrière
In 1958 ging Shiji naar de Kwansei Gakuin University, waar hij in het schoolteam voetbalde. Nadat hij in 1962 afstudeerde, ging Shiji spelen voor Toyota Motors.

## Japans voetbalelftal
Tatsuya Shiji debuteerde in 1961 in het Japans nationaal elftal en speelde 1 interland, waarin hij 1 keer scoorde.

## Statistieken
| Japans voetbalelftal | Japans voetbalelftal | Japans voetbalelftal |
| Jaar                 | Wed.                 | Dlp.                 |
| -------------------- | -------------------- | -------------------- |
| 1961                 | 1                    | 1                    |
| Totaal               | 1                    | 1                    |